# Comercio exterior entre Bolivia y Cuba
El Comercio exterior entre Bolivia y Cuba se define al comercio internacional que mantienen bilateralmente el Estado Plurinacional de Bolivia con la República de Cuba en el intercambio de diferentes productos, bienes y servicios.
En la siguiente tabla se muestra la evolución histórica del comercio exterior entre Bolivia y Cuba durante los diferentes años y las décadas.
| Año   | Exportaciones de Bolivia a Cuba | Año   | Exportaciones de Cuba a Bolivia |
| 1995  | Sin cambios                     | 1995  | US$ 347.000 dólares             |
| 1996  | US$ 1.650 dólares               | 1996  | US$ 1.760.000 dólares           |
| 1997  | Sin cambios                     | 1997  | US$ 2.050.000 dólares           |
| 1998  | Sin cambios                     | 1998  | US$ 1.210.000 dólares           |
| 1999  | US$ 82.200 dólares              | 1999  | US$ 842.000 dólares             |
| 2000  | US$ 29.900 dólares              | 2000  | US$ 770.000 dólares             |
| 2001  | US$ 230.000 dólares             | 2001  | US$ 860.000 dólares             |
| 2002  | US$ 11.800 dólares              | 2002  | US$ 491.000 dólares             |
| 2003  | US$ 112.000 dólares             | 2003  | US$ 408.000 dólares             |
| 2004  | US$ 33.300 dólares              | 2004  | US$ 322.000 dólares             |
| 2005  | US$ 95.500 dólares              | 2005  | US$ 1.560.000 dólares           |
| 2006  | US$ 18.200 dólares              | 2006  | US$ 35.700.000 dólares          |
| 2007  | US$ 106.000 dólares             | 2007  | US$ 6.020.000 dólares           |
| 2008  | US$ 559.000 dólares             | 2008  | US$ 5.850.000 dólares           |
| 2009  | US$ 567.000 dólares             | 2009  | US$ 2.560.000 dólares           |
| 2010  | US$ 2.900.000 dólares           | 2010  | US$ 1.510.000 dólares           |
| 2011  | US$ 356.000 dólares             | 2011  | US$ 6.900.000 dólares           |
| 2012  | US$ 631.000 dólares             | 2012  | US$ 4.030.000 dólares           |
| 2013  | US$ 1.330.000 dólares           | 2013  | US$ 1.780.000 dólares           |
| 2014  | US$ 518.000 dólares             | 2014  | US$ 3.160.000 dólares           |
| 2015  | US$ 358.000 dólares             | 2015  | US$ 2.270.000 dólares           |
| 2016  | US$ 320.000 dólares             | 2016  | US$ 2.510.000 dólares           |
| 2017  | US$ 936.000 dólares             | 2017  | US$ 2.030.000 dólares           |
| 2018  | US$ 326.000 dólares             | 2018  | US$ 3.690.000 dólares           |
| TOTAL | US$ 9.521.550 dólares           | TOTAL | US$ 88.630.000 dólares          |